# 쥐방울덩굴속
쥐방울덩굴속(Aristolochia)은 쥐방울덩굴과의 속으로 500여 종을 포함한다.

## 한국의 종
- 쥐방울덩굴 Aristolochia contorta Bunge
- 등칡 Aristolochia manshuriensis Kom.